# Anděl
Anděl – stacja linii B metra praskiego (odcinek I.B), położona w centrum dzielnicy Smíchov, pod skrzyżowaniem o tej samej nazwie (przetłumaczalnej jako „anioł”).
Stacja została otwarta 2 listopada 1985 roku jako Moskevská (Moskiewska). Wcześniej planowana nazwa to Lidická. Zbudowana jest w stylu socrealistycznym. Poprzednią nazwa stacji była jedną z części propagandy przyjaźni czechosłowacko-radzieckiej: otwarto ją w tym samym dniu, kiedy w Moskwie oddana do użytku była stacja Prażskaja (Praska). Obecna nazwa została nadana 22 lutego 1990 roku.
Stacja Anděl została zbudowana 35 metrów pod ziemią. Jest długa na 145 metrów. Z powierzchnią łączą ją dwa tunele ze schodami ruchomymi. Budowa rozpoczęła się w 1980 roku, uczestniczyli w niej radzieccy inżynierowie i architekci. We wnętrzu stacji rozmieszczono tablice z brązu, przedstawiające motywy socrealistyczne (przyjaźń czechosłowacko-radziecka, walka o pokój światowy itp.). W północnym hallu znajdowała się dawniej ścienna mozaika, przedstawiająca panoramę Moskwy. W 2002 roku stacja została zalana wodą w czasie wielkiej sierpniowej powodzi.
Powiązanie stacji z siecią komunikacji naziemnej obejmuje przystanki tramwajowe przy północnym westybule (ulica Pilzeńska i Dworcowa) i połączenie z dworcem autobusowym Na Knížecí, obsługującym połączenia peryferyjne i podmiejskie.